# Cattedrale di San Paolo (Worcester)
La cattedrale di San Paolo (in inglese: Cathedral of St. Paul) è una cattedrale cattolica situata a Worcester, in Massachusetts, Stati Uniti d'America. La cattedrale è sede della Diocesi di Worcester.

## Storia
La prima pietra della chiesa è stata posta il 4 luglio 1869 con una messa solenne celebrata dall'arcivescovo di Boston. Dopo cinque anni di lavoro l'edificio è completato, ad eccezione della torre. Il 16 luglio 1874 la chiesa è dedicata nel corso di una cerimonia presieduta dal vescovo di Springfield, Patrick T. O'Reilly. Il campanile è stata completato nel 1889. La cattedrale è un edificio in stile neogotico progettato dall'architetto Elbridge Boyden, originario di Boston.
Il 14 gennaio 1950 papa Pio XII eresse la diocesi di Worcester ed elevò la Chiesa di St. Paul a cattedrale. Il suo primo vescovo, John J.Wright, vi fece ingresso il 7 marzo dello stesso anno.
Il 5 marzo 1980 la cattedrale è stata inserita nel Registro Nazionale dei luoghi storici.

## Descrizione
La chiesa ha una pianta a croce latina ed è costituita da una navata di cinque campate, fiancheggiata da cappelle laterali, un transetto sporgente e un'abside, il tutto coperto con volte a vela. Una guglia di arenaria ispirata allo stile vittoriano si trova all'angolo sud-ovest della facciata. La navata della cattedrale misura 51 metri di lunghezza, 28 metri di larghezza e 29 metri di altezza. Le cappelle laterali sono state costruite lungo la navata e sono dedicate a Santa Giovanna d'Arco, San Patrizio, San Vulstano, San Pio X e Nostra Signora.
Tra le opere d'arte conservate nella cattedrale figurano: un'icona della Madonna di Kazan, un arazzo fiammingo raffigurante scene della Passione di Cristo e un ritratto di San Paolo. Una serie di vetrate con tema la vita di San Paolo sono state installate nel 1950.